# 林邦雄 (ファッション評論家)
林 邦雄（はやし くにお、1923年-2000年）は、ファッション評論家。
京都生まれ。浅野中学校、青山学院高商部卒業、1947年日米通信社入社、54年独立。日本ユニホームセンター相談役。

## 著書
- 『服飾界の十字路』冬樹社 1965
- 『ファッションデザイナー入門』冬樹社 1967
- 『あなたもファッションエリートになれる 服飾ビジネスに強くなる本』日本繊維新聞出版部 1968
- 『ファッションの現代史』冬樹社 1969
- 『人間回復のファッション 創造的マーチャンダイジングの展開』東洋経済新報社 1971
- 『男のお洒落・本格派入門』東京スポーツ新聞社 トウスポ・ブックス 1974
- 『ファッション・ビジネスを成功させる法 ものづくりとヒット商品のノウハウ』東洋経済新報社 1974
- 『誰も知らないおしゃれ』アロー出版社 1976
- 『ファッションチャレンジャー 林邦雄対談集 服飾界をリードする人たちの生活と意見』洋品界 1977
- 『ファッションビジネスの活路 低成長、オーバーストア時代に生き残る法』産業能率短期大学出版部 1978
- 『ファッション商品の魅力販売術 繁栄店にする演出法』産業能率大学出版部 1979
- 『メンズファッションビジネスで成功する法』産業能率大学出版部 1980
- 『男のお洒落個性学 インテリジェンス演出法』青春出版社プレイブックス 1981
- 『ファッションスペシャリスト入門 プロは現場でどんな仕事をするかー新人材の育成』源流社 1985
- 『戦後ファッション盛衰史 そのとき僕は、そこにいた 1945～1987』源流社 1987
- 『ビジネスエリートのための服装戦略 男のおしゃれ新時代』サンマーク出版 1988
- 『女にネクタイを買わせる男は出世しない 成功するビジネスマンのベスト服装術』中経出版 1990
- 『ファッションキーワード スペシャリストの副読本』源流社 1993
- 『ビジネスマンの服装学入門 上司も教えてくれない好感度おしゃれ術』日本経営協会総合研究所 1994
- 『サラリーマンダンディ学 男が決意するための服装術』読売新聞社 1996

## 注
1. ↑  『人物物故大年表』
2. ↑  『戦後ファッション盛衰史』著者紹介